# آغوش‌های خالی
آغوش‌های خالی یک مجموعه تلویزیونی محصول سال ۱۳۷۸ به کارگردانی وحید نیکخواه‌آزاد،  می‌باشد که از شبکه سه پخش شد.

## بازیگران
- مهدی هاشمی
- رضا ژیان
- فقیهه سلطانی
- غلامرضا نیکخواه
- گلاب آدینه
- حمید فرخ‌نژاد
- رضا وزیری
- فرزاد حاتمیان
- سیامک مردانه
- نورا هاشمی
- مهدیس عزیزپور
- محمدرضا نجفی
- مهیار مجیب
- کاوه رشیدزاده
- هاله گرجی
- مریم نجف‌زاده
- غلامرضا نیکخواه
- علی‌اصغر حیدری
- سعیده عرب
- سعید حاجی‌زاده
- سلیم نجفی
- حمید عباسی
- احمد فیاض
- علی جلیلی
- رضا عباسی
- نگار نیکخواه‌آزاد
- فهیمه راستگار
- سیما تیرانداز
- مهنوش صادقی
- فقیهه سلطانی
- جواد کهنمویی
- حمید محرم خانی
- اصغر گلمحمدی
- حسن ریاضی‌فر
- مرجان طباطبایی
- لیدا بیگدلی
- احمد قربانی
- رضا لهراسبی
- رضا بیگدلی
- مهدی صفری
- فاطمه رضائی
- فاطمه عباسی
- نوشین قاسمی
- بنال شریفی
- لیدا جدائیان
- سمیرا نوروزی
- عفت نوروزی